# غيمان (الطفة)

تعديل مصدري - تعديل

غيمان هي إحدى قرى عزلة القويم بمديرية الطفة التابعة لمحافظة البيضاء، بلغ تعداد سكانها 179 نسمة حسب تعداد اليمن لعام 2004.